# Xabea latipennis
Xabea latipennis är en insektsart som beskrevs av Lucien Chopard 1969. Xabea latipennis ingår i släktet Xabea och familjen syrsor. Inga underarter finns listade i Catalogue of Life.